# Mansellia annulata
Mansellia annulata is een insect uit de familie van de vlinderhaften (Ascalaphidae), die tot de orde netvleugeligen (Neuroptera) behoort. 
Mansellia annulata is voor het eerst wetenschappelijk beschreven door Tjeder in 1992.